# Гоупвелл Тауншип (округ Камберленд, Пенсільванія)
Гоупвелл Тауншип (англ. Hopewell Township) — селище (англ. township) в США, в окрузі Камберленд штату Пенсільванія. Населення — 2452 особи (2020).

## Демографія
Згідно з переписом 2010 року, у селищі мешкало 2329 осіб у 786 домогосподарствах у складі 652 родин. Було 816 помешкань
Расовий склад населення:
| - 97,9 % — білих - 0,5 % — чорних або афроамериканців - 0,1 % — азіатів |

До двох чи більше рас належало 1,4 %. Частка іспаномовних становила 0,6 % від усіх жителів.
За віковим діапазоном населення розподілялося таким чином: 27,6 % — особи молодші 18 років, 60,0 % — особи у віці 18—64 років, 12,4 % — особи у віці 65 років та старші. Медіана віку мешканця становила 37,9 року. На 100 осіб жіночої статі у селищі припадало 103,1 чоловіків;  на 100 жінок у віці від 18 років та старших — 99,1 чоловіків також старших 18 років.
Середній дохід на одне домашнє господарство  становив 72 534 долари США (медіана — 60 880), а середній дохід на одну сім'ю — 78 729 доларів (медіана — 65 987). Медіана доходів становила 44 185 доларів для чоловіків та 33 750 доларів для жінок. За межею бідності перебувало 9,0 % осіб, у тому числі 11,7 % дітей у віці до 18 років та 4,6 % осіб у віці 65 років та старших.
Цивільне працевлаштоване населення становило 1250 осіб. Основні галузі зайнятості: освіта, охорона здоров'я та соціальна допомога — 19,7 %, роздрібна торгівля — 15,9 %, виробництво — 15,3 %.